# Plebanowce (rejon mostowski)
Plebanowce (biał. Плябанаўцы, Plabanaucy; ros. Плебановцы, Plebanowcy) – wieś na Białorusi, w obwodzie grodzieńskim, w rejonie mostowskim, w sielsowiecie Piaski.
W dwudziestoleciu międzywojennym leżały w Polsce, w województwie białostockim, w powiecie wołkowyskim, w gminie Piaski.